# NGC 7279
NGC 7279 is een balkspiraalstelsel in het sterrenbeeld Toekan. Het hemelobject werd op 23 september 1834 ontdekt door de Britse astronoom John Herschel.

## Synoniemen
- ESO 405-21
- MCG -6-49-5
- IRAS 22243-3523
- PGC 68896